# Шерв
Шерв (фр. Cherves) насеље је и општина у западној Француској у региону Поату-Шарант, у департману Вијена која припада префектури Поатје.
По подацима из 2011. године у општини је живело 558 становника, а густина насељености је износила 21,62 становника/km². Општина се простире на површини од 25,81 km². Налази се на средњој надморској висини од 152 метара (максималној 169 m, а минималној 118 m).

## Демографија
| 1962. | 1968. | 1975. | 1982. | 1990. | 1999. | 2011. |
| ----- | ----- | ----- | ----- | ----- | ----- | ----- |
| 666   | 720   | 623   | 597   | 516   | 500   | 558   |

График промене броја становника у току последњих година